# Бойковци
Бойковци е село в Северна България. То се намира в община Елена, област Велико Търново. Към кметство Бойковци освен село Бойковци, спадат и селата Светославци (Шукюрлери) и Моровци.

## География
Село Бойковци се намира в планински район на около 18 км източно от град Елена. Разположено e в Стара планина, на ридовете около река Тинева. Състои се от 10 махали- Гюлювци (обезлюдена), Треновци, Костелска махала, Боюклийска махала, Сирма махала, Делииванска махала (обезлюдена), Ресенлии, Гаргалийска махала, Дере махала и Баир махала (обезлюдена). Климатът е умерено-планински с прохладно лято и дълга есен. Зимата падат обилни снеговалежи и рядко духа вятър. Лятото се наблюдава вечерния вятър горненец, който прави нощите доста хладни.

## История
Най-ранните данни за селото са от 1430 година, като в османски регистър се съобщава, че в селото са заселени 10 семейства юруци. Други данни може да се намерят на гробището на махалите Гюлювци и Треновци, където има християнски надгробни паметници с дати от началото на 17 век. В османските регистри от 15 век селото се споменава с името, дадено му от юрушките колонисти- Русуллер (Пророци, Пратеници), като част от тимара на някой си Ицках. Оттогава е и мюсюлманското гробище, което се намира на около половин километър на запад от селото. В околностите на селото се намират развалини от тракийски град, тракийското светилище „Чукала мома лешници“ и тракийската могила „Девичева могила“. През Бойковци е минавал старият Римски път от Никополис ад Иструм (с. Никюп) през прохода Вратник за Адрианопол (Одрин). В близост са старите римски градове Палациум (с. Палици) и Вале (с. Костел), както и големият римски град, върху който се намира сегашното село Марян. По-късно идват славяни, които се смесват с местно тракийско, като запазват много тракийски обичаи и дори елементи от облеклото на местните траки. В миналото основен поминък както в Бойковци така и в целия Еленски Балкан е било овцевъдството. Лете овцете са пасли по тучните ливади на Балкана, а зиме овчарите и техните стада са отивали по бреговете на Бяло море, където дори зимата можело да бъде осигурена добра паша на овцете. През вековете Бойковци пази борческия си дух и чувството си за независимост. Според легендите през 18 век селото веднъж е нападано от кърджалийска орда, но местните жители били предупредени и избягали с цялото си имущество и добитък в гората и така се спасили. Бойковци било изгорено и след това отново построено от жителите му. От времето преди кърджалийското нападение се е запазила само една къща, изградена изцяло от камък и дърво, без тухли. По време на Руско-турската Освободителна война от 1877- 1878 г. край селото, в района на Девичева могила са се водили тежки сражения. Окопите били все още видими през 40-те години на 20 век. След освобождението на България от Османско владичество и разделянето на Княжество България и Източна Румелия, хората от района на Кюстендил и днешната Република Македония и Сърбия научават, че в Еленско има много свободни земи. Тогава в селото пристига едно семейство бежанци от село Цървена Яболка от Западните покрайнини.
Когато в края на Втората световна война в България нахлуват руските войски, в селото е проведена политическа акция от партизаните, укриващи се в гъстите гори наоколо. Последното им скривалище е било на Делииванската чука. Между 10.00 и 11.00 часа над 20 партизани слизат от високия връх и тръгват от Бойковци към Константин, за да превземат селото. Партизаните се движат на две групи, едната отпред, а втората е по-назад. Те отиват в Константин, но след опасения, че може би няма да се справят, решават да се изтеглят отново в Балкана. По същото време от Константин към Бойковци се завръщат много хора, ходили на пазар или при роднини. Партизаните тръгват с тях. Хората стигат до Девичева могила, откъдето има пряка видимост към село Константин, тогава обаче от камбанарията на църквата в Константин е открита картечна стрелба. Партизаните отговарят на огъня. Хората се скриват, кой където може. Децата от Бойковци Мария Кафеджиева, която се връщала от гости при баба си в Константин, и Дончо се скриват в каруцата на своя съселянин Никола Цонев. Мария, която тогава е на 13 години, надига глава, за да види какво става наоколо. Тогава куршум се забива точно там, където е била главата ѝ преди секунди. Така тя оцелява. Хората са обградени от жандармерийските части. Тези партизани, които са били в задните редици, след като чуват стрелбата, се крият в деретата и бягат обратно към Бойковци. Останалите, сред които и 14-годишният Стою Стоев, също отстъпват. Един понася на гърба си вцепенената от ужас Мария Кафеджиева, а друг носи съученика ѝ Стою. Скоро обаче и те са застигнати. Партизаните пускат двете деца в една трапчина и им казват да не се надигат. Но уплашен, Стою Стоев става и започва да обяснява, че двамата с Мария не са част от партизанските отряди. Въпреки това е застрелян. Жандармерията арестува и останалите партизани и обикновени хора. Партизанинът, който носел Мария, бил ранен, но все още не бил мъртъв. Тогава командирът на жандармеристите заповядва да бъде убит. Жандармеристът, който трябвало да разстреля младия партизанин, отказва да го направи, като заявява, че това е просто едно дете. Тогава командирът взема оръжието му и пред очите на всички, сам застрелва момчето право в главата. На хората е наредено да се подредят в редица и да вдигнат ръцете си горе. Малката Мария, дотогава стискала здраво дадените от баба ѝ 100 сребърни лева с лика на цар Борис III, когато вдига ръцете си изтърва парите. От страх ги е стискала толкова силно, че ликът на царя се е отпечатал на дланта ѝ. Жандармеристите започват да отделят партизаните от останалите хора. Разпоредено е да бъдат разстреляни на място всички партизани. След това жандармеристите сипват сол в очите им, за да се уверят, че са мъртви. Който е бил все още жив, е доубит. Цялата тази картина се разиграва пред очите на арестуваните бойковчани, сред които има и много деца. Майката на Мария-Гина Кафеджиева чува стрелбата и хуква към село Константин, но е пресрещната от жандармерийските части, които не я допускат до мястото на сраженията. Жандармеристите не пускат и Стефана Стоева, майката на убития Стою, разказва Анка Илкова, сестра на убитото дете-патризанин. Бойковчани са подигравани от жандармеристите и са предупредени, че следващия път и тях ще разстрелят, след което са освободени. Телата на убитите партизани са били заровени с изключение на едно. Стою Стоев е оставен отвън. На осми септември Стефана Стоева успява с волската каруца да прибере убитото си дете. Бащата на Стою, Иван Стоев Аначков, по това време е бил запас. От фронта се връща точно на четиридесетия ден от убийството на неговия най-голям син. Днес в село Константин има паметник на загиналите партизани, а на лобното място на всеки един от тях има поставен камък, на който е изписано името му. Такъв камък има и на лобното място на Стою Стоев. Историята е предоставена от наследниците на Мария Кафеджиева, преживяла ужаса на този ден, които понастоящем живеят във Варна и е допълнена от Анка Илкова, сестра на убития Стою Стоев, която е в Сухиндол.
След 1944 година населението на Бойковци продължава своята миграция. Хора се преселват в Сливен, Елена, Велико Търново, голяма част в Сухиндол, Русе, Варна, София.

## Население
Преброяване на населението през 2011 г.
Численост и дял на етническите групи според преброяването на населението през 2011 г.:
|                     | Численост |
| Общо                | 48        |
| Българи             | 22        |
| Турци               | 23        |
| Цигани              | -         |
| Други               | -         |
| Не се самоопределят | -         |
| Неотговорили        | 3         |

## Население и религии
Населението на Бойковци се състои от българи и турци, които от векове живеят в мир и разбирателство. Българите са мнозинство от населението. Преди 1945 г. край селото становете си са разполагали каракачани. Българите са православни християни, а турците мюсюлмани сунити. В Бойковци, както и в целия Еленски Балкан, православието и ислямът винаги са съществували съвместно, като християни и мюсюлмани празнуват заедно големите си празници. В миналото, когато е правен молебен за дъжд, се събирали заедно българите и турците в местността Черковището и правели курбан, като молебенът бил отслужван съвместно от поп и ходжа. По-известни големи родове от българите в селото са: Кафеджиеви, Делииванци, Ганчоолу, Зехири, Алимани, Треневи, Боюклиеви, Бъчварови, а от турците Ходжоолу, Комшоолу, Капсъзи и Чибуци. В Бойковци няма нито православен храм, нито джамия.

## Културни и природни забележителности
Край Бойковци са разположени вековни гори от бук, дъб, цер и габър, в които растат много гъби от видовете манатарка, сърнела, пачи крак, млечница, челядинка и други. В пояса на буковите гори се срещат единични дървета или групички от смърч и бреза. Гората е част от Старопланинския горски масив. В близост до Бойковци се намират местността „Темна гора“ и резервата „Бяла крава“. Около селото се срещат в изобилие- сърна, благороден елен, яребица, пъдпъдък, сива гъска, лисица, язовец, вълк, чакал, дива свиня. Има откъслечни данни за забелязана кафява мечка и за намерени следи от рис.
Около село Бойковци се намират развалини от тракийски град, тракийското светилище „Чукала мома лешници“ и тракийската могила „Девичова могила“.